# USS Hogan (DD-178)
USS Hogan (DD-178) là một tàu khu trục thuộc lớp Wickes của Hải quân Hoa Kỳ trong giai đoạn Chiến tranh Thế giới thứ nhất, sau được cải biến thành tàu quét mìn cao tốc DMS-6 trong Chiến tranh Thế giới thứ hai, và cuối cùng là một tàu phụ trợ AG-105. Nó là chiếc tàu chiến duy nhất của Hải quân Hoa Kỳ được đặt tên theo thủy thủ Daniel Hogan, anh hùng trong cuộc Chiến tranh 1812.

## Thiết kế và chế tạo
Hogan được đặt lườn vào ngày 25 tháng 11 năm 1918 tại xưởng tàu của hãng Union Iron Works ở San Francisco, California. Nó được hạ thủy vào ngày 12 tháng 4 năm 1919, được đỡ đầu bởi bà Magnus A. Anderson, em gái Bộ trưởng Nội vụ Franklin K. Lane, và được đưa ra hoạt động vào ngày 1 tháng 10 năm 1919 dưới quyền chỉ huy của Hạm trưởng, Thiếu tá Hải quân E. M. Williams.

## Lịch sử hoạt động

### Giữa hai cuộc thế chiến
Sau khi hoàn tất chạy thử máy, Hogan đi đến San Diego vào ngày 21 tháng 11 để gia nhập Lực lượng Khu trục trực thuộc Hạm đội Thái Bình Dương. Từ ngày 23 tháng 11 năm 1919 đến ngày 6 tháng 2 năm 1920, nó lên đường cùng đội của nó để tham gia cơ động hạm đội, tuần tra, thực hành ngư lôi và tác xạ dọc theo bờ biển California. Vào ngày 25 tháng 3, nó khởi hành đi Hawaii và hoạt động tại đây trong một tháng tiếp theo. Chiếc tàu khu trục gia nhập trở lại đội của nó tại San Diego vào cuối tháng 4, và trải qua năm tháng tiếp theo thực hành tác xạ và thực tập tại khu vực này.
Nó quay trở lại San Diego vào đầu năm 1921, và tham gia các cuộc thử nghiệm ngư lôi và tập trận hải đội cho đến ngày 9 tháng 12; trong giai đoạn này, vào tháng 10, Hogan trở thành chiếc tàu Hải quân Hoa Kỳ đầu tiên được tiếp nhiên liệu trên đường đi, được kéo phía sau bởi tàu chở dầu Cuyama. Trong thời gian hoạt động còn lại, nó trợ giúp các thiết giáp hạm trong việc thực hành ngư lôi tại khu vực Thái Bình Dương. Nó được cho xuất biên chế tại San Diego vào ngày 27 tháng 5 năm 1922 và được đưa về lực lượng dự bị.

### Thế Chiến II
Được cho nhập biên chế trở lại vào ngày 7 tháng 8 năm 1940, Hogan trải qua việc cải biến thành một tàu quét mìn cao tốc tại Xưởng hải quân Mare Island, và được xếp lại lớp với ký hiệu lườn mới DMS-6. Hoạt động trước chiến tranh của nó chủ yếu là huấn luyện quét mìn và tuần tra tại vùng biển Caribe và dọc theo vùng bờ Đông Hoa Kỳ. Trong những tháng đầu tiên của chiến tranh, Hogan hoạt động trong vai trò hộ tống vận tải tại vùng biển Caribe và khu vực Đông Đại Tây Dương, bảo vệ tàu bè khỏi các cuộc tấn công của tàu ngầm U-boat.
Chiến dịch chính mà nó tham gia là cuộc tấn công đổ bộ lên Bắc Phi vào cuối năm 1942, khi nó rời Norfolk vào ngày 24 tháng 10, và cùng với Lực lượng Trung tâm đi đến ngoài khơi Fedhala cho các đợt càn quét chuẩn bị vào ngày 7 tháng 11. Khi cuộc đổ bộ diễn ra vào sáng sớm ngày hôm sau, chiếc tàu quét mìn tiếp tục tuần tra tại khu vực vận chuyển. Ngay sau 05 giờ 00, nó được điều động đi xác minh một đối tượng đang di chuyển, và phát hiện chiếc tàu hơi nước Pháp Victoria cùng một tàu hộ tống. Hogan ra lệnh cho cả hai chuyển hướng, và khi mệnh lệnh không được tuân theo đã nổ một loạt súng máy cảnh cáo ngang mũi chiếc tàu hộ tống. Victoria bắn trả bằng hỏa lực của chính nó và tìm cách húc vào chiếc tàu quét mìn, nhưng Hogan né tránh được và hỏa lực 20 mm của nó đã buộc đối phương phải đầu hàng.
Trong những ngày tiếp theo, Hogan tiếp tục tuần tra chống tàu ngầm ngoài khơi Fedhala, truy tìm các tàu ngầm đã tấn công các tàu vận tải vào ngày 11 tháng 11. Con tàu đi vào cảng vào ngày 18 tháng 11, kết thúc thành công chiến dịch, và sau các hoạt động tuần tra đã lên đường quay về Norfolk, đến nơi vào ngày 26 tháng 12. Sau đó nó tiếp nối nhiệm vụ hộ tống vận tải ven biển cho đến tháng 11 năm 1943. Nó khởi hành từ Norfolk vào ngày 13 tháng 11 để gia nhập Hạm đội Thái Bình Dương, băng qua kênh đào Panama, và đi đến Mare Island vào ngày 5 tháng 12. Chiếc tàu quét mìn đang được cần đến cho giai đoạn đầu tiên của chuỗi chiến dịch "nhảy cóc" hướng đến Nhật Bản: cuộc tấn công quần đảo Marshall. Nó lên đường ngày 16 tháng 1 năm 1944 để đi Trân Châu Cảng, rồi đến Kwajalein và tiến hành tuần tra chống tàu ngầm ngoài khơi đảo Roi trước khi khởi hành vào ngày 4 tháng 2 để đi Espiritu Santo, đến nơi vào ngày 27 tháng 2.
Sau một giai đoạn làm nhiệm vụ hộ tống vận tải, Hogan đi đến vịnh Milne vào ngày 7 tháng 4 để chuẩn bị cho Chiến dịch Reckless và Persecution, cuộc đổ bộ lên Hollandia. Lực lượng tấn công khởi hành vào ngày 18 tháng 4, đi đến vịnh Humboldt bốn ngày sau đó. Nó cùng các tàu quét mìn khác dọn sạch lối ra vào cho lực lượng đổ bộ dưới quyền Chuẩn đô đốc Daniel Barbey. Sau đó con tàu tiến hành bắn phá bờ biển và hộ tống. Nó đi đến mũi Sudest cùng với chiếc HMAS Westralia vào ngày 25 tháng 4.
Hogan khởi hành từ Eniwetok vào ngày 10 tháng 6 để càn quét chuẩn bị cho cuộc tấn công chiếm đóng sắp đến tại Saipan. Nó ở lại ngoài khơi Saipan khi cuộc đổ bộ diễn ra vào ngày 15 tháng 6, chịu đựng hỏa lực pháo duyên hải của đối phương, rồi di chuyển đến Guam vào ngày hôm sau. Khi hạm đội Nhật Bản di chuyển về hướng quần đảo Mariana cho một trận hải chiến mang tính quyết định, chiếc tàu quét mìn được lệnh quay trở lại Saipan để bảo vệ cho các tàu vận tải. Khi trận chiến biển Philippine diễn ra vào các ngày 19-20 tháng 6, phía Đồng Minh giành được một thắng lợi lớn, tiêu diệt hầu hết không lực hải quân Nhật và đảm bảo cho chiến dịch Mariana không bị ngăn trở. Hogan quay trở lại khu vực tập trung ở Eniwetok vào ngày 30 tháng 6, nhưng quay trở lại Guam ngay vào ngày 12 tháng 7, làm nhiệm vụ quét mìn và bảo vệ cho cuộc tấn công tại đây. Nó đi đến Espiritu Santo vào ngày 5 tháng 8 năm 1944.
Sau một lượt phục vụ hộ tống đến khu vực quần đảo Solomon, Hogan lên đường đi ngang qua Trân Châu Cảng đến San Francisco để sửa chữa, đến nơi vào ngày 5 tháng 10. Khi chiến dịch nhằm giải phóng Philippines bắt đầu đi vào cao điểm, chiếc tàu quét mìn rời San Francisco vào ngày 6 tháng 11, đi đến khu vực tập trung tại Manus vào ngày 4 tháng 12 năm 1944. Di chuyển đến vịnh Leyte trước lễ Giáng Sinh, nó lên đường cùng lực lượng quét mìn và dò âm vào ngày 2 tháng 1 năm 1945. Các cuộc tấn công cảm tử kamikaze diễn ra liên tục sau đó, suốt chặng đường đi đến vịnh Lingayen. Chiếc tàu quét mìn đi đến khu vực tấn công vào ngày 2 tháng 1, và bắt đầu hoạt động quét mìn chuẩn bị. Bốn trong số các tàu quét mìn đã bị đánh chìm hay hư hại, và xạ thủ phòng không trên chiếc Hogan phải liên tục đối phó với các cuộc không kích không ngừng nghỉ. Khi chiến dịch diễn ra thuận lợi, con tàu quay trở về vịnh Leyte vào ngày 16 tháng 1.
Sau khi rút lui về Tinian, Hogan một lần nữa khởi hành vào ngày 7 tháng 2 để tham gia cuộc tấn công quan trọng lên Iwo Jima. Trong chiến dịch này, nó thực hiện quét mìn, hộ tống tàu vận chuyển cũng như bắn phá bờ biển cho đến khi lên đường cùng một nhóm thiết giáp hạm và tàu hộ tống vào ngày 7 tháng 3. Đi đến Trân Châu Cảng ngang qua Ulithi vào ngày 13 tháng 4, nó tiếp tục đi San Diego vào ngày 3 tháng 5 năm 1945. Nó được sửa chữa và đại tu, được xếp lại lớp như một tàu phụ trợ với ký hiệu lườn AG-105 vào ngày 5 tháng 6 năm 1945. Con tàu chiến kỳ cựu sau cùng được sử dụng như một mục tiêu thử nghiệm ném bom, và bị đánh chìm ngoài khơi San Diego vào ngày 8 tháng 11 năm 1945.

## Phần thưởng
Hogan được tặng thưởng sáu Ngôi sao Chiến trận do thành tích phục vụ trong Thế Chiến II.